# Schloss Styrum

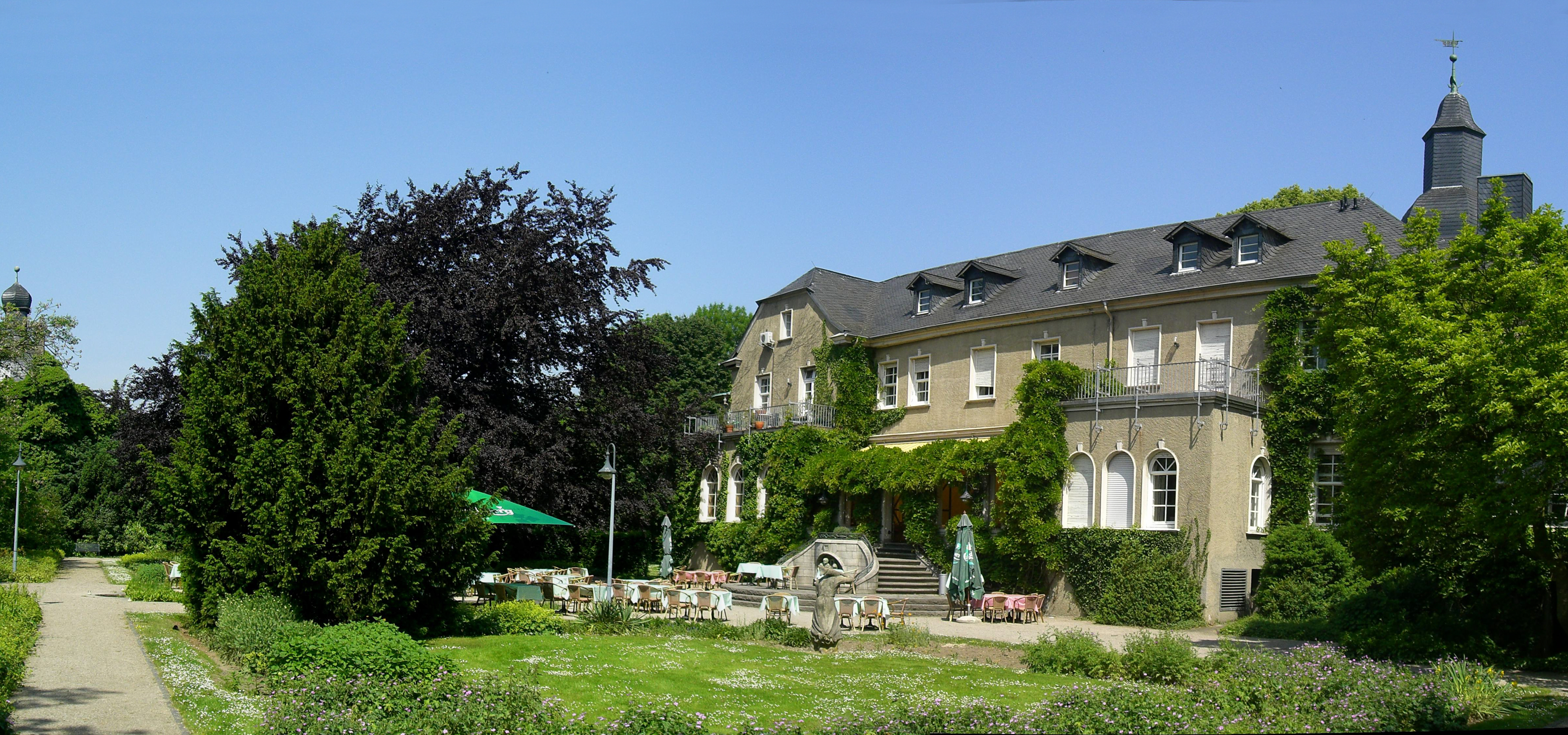
Südseite des Schlosses Styrum

Das Schloss Styrum steht im gleichnamigen Stadtteil Styrum der Stadt Mülheim an der Ruhr in der Ruhrniederung am rechten Ufer des Flusses. Im 11. Jahrhundert befand sich hier ein Oberhof des deutschen Königs Heinrich IV., der diesen Stirhim genannten Besitz 1067 dem Reichsstift Kaiserswerth überließ.
Das Schloss war Wiege der Herrschaft Styrum und wurde später Stammsitz der Grafen von Limburg-Styrum. Seit November 1986 steht es unter Denkmalschutz. 

## Beschreibung
Das gesamte Schlossareal ist von einer Mauer umgeben. An seiner Südseite steht an der Burgstraße ein einstöckiges Torhaus mit Rundbogenportal, das von einem Dreiecksgiebel bekrönt ist. In seinem Giebelfeld finden sich die zwei stark verwitterten Wappensteine des Grafen Hermann Georg von Limburg-Styrum und seiner Frau Maria von Hoya. Die verputzten Backsteinmauern des Torbaus beherbergten früher die Wohnung des Pförtners. An beiden Seiten der Durchfahrt künden Maueranker vom Errichtungsjahr 1568 oder 1658. Seit dem 19. Jahrhundert befindet sich der Hauptzugang zum Schlossareal aber auf der Nordseite an der Moritzstraße 102.
Nach Osten schließt sich dem Torgebäude die sechs Meter breite ehemalige Schlosskapelle mit spitzbogiger Eingangstür an. Ihr schlichter Saal mit dreiseitigem Abschluss und rekonstruierter Balkendecke dient heute als Seminar- und Vortragsraum des Aquarius-Wassermuseums. Eine Glasplatte im Fußboden markiert den Zugang zur einstigen Gruft im Untergeschoss, die ein flaches Tonnengewölbe besaß.
Die südwestliche Ecke des Schlossareals wird durch einen verputzten, quadratischen Wehrturm markiert, dessen drei Geschosse von einer geschweiften Haube abgeschlossen sind. An seiner Nordseite ist ihm ein zweigeschossiger Treppenturm vorgesetzt.
Das zweigeschossige Herrenhaus der Anlage verdankt sein heutiges äußeres Aussehen Umbauarbeiten unter August Thyssen. Es ist von einem weitläufigen Schlosspark umgeben und besitzt Bausubstanz aus mindestens fünf Jahrhunderten. Seinen Kern bildet ein mittelalterlicher Baukörper aus Bruchstein mit Gewölbekeller, der einen Grundriss von 19,30 × 9,90 Metern besitzt und dessen älteste Bausubstanz in das 13. Jahrhundert datiert. An der Nordseite des Gebäudes befindet sich die Hauptfassade mit einem Rundbogenportal mit Werksteinrahmung und einem Altan im Obergeschoss. Besonders auffällig ist ein sechseckiger Treppenturm der als Haubenabschluss eine Wetterfahne mit der Inschrift „T & Co“ (Thyssen und Compagnie) und der Jahreszahl 1890 trägt. Die Südseite ist seit dem 19. Jahrhundert als Gartenfassade gestaltet. Zwei niedrige, quadratische Anbauten rahmen die Fassade ein. Ihre Flachdächer sind als Terrassen gestaltet. Über eine zweiläufige, geschwungene Freitreppe im Stil des Neobarocks gelangt man in den Schlosspark.
Im Westen schließt sich an den Mittelbau des Herrenhauses ein Quertrakt mit Krüppelwalmdach an. Dabei handelt es sich um den einstigen Küchenbau der Anlage. An seiner Westseite befindet sich ein Anbau mit Arkaden im Erdgeschoss, der mit einem apsidenartigen Turm mit Spitzhelm endet.

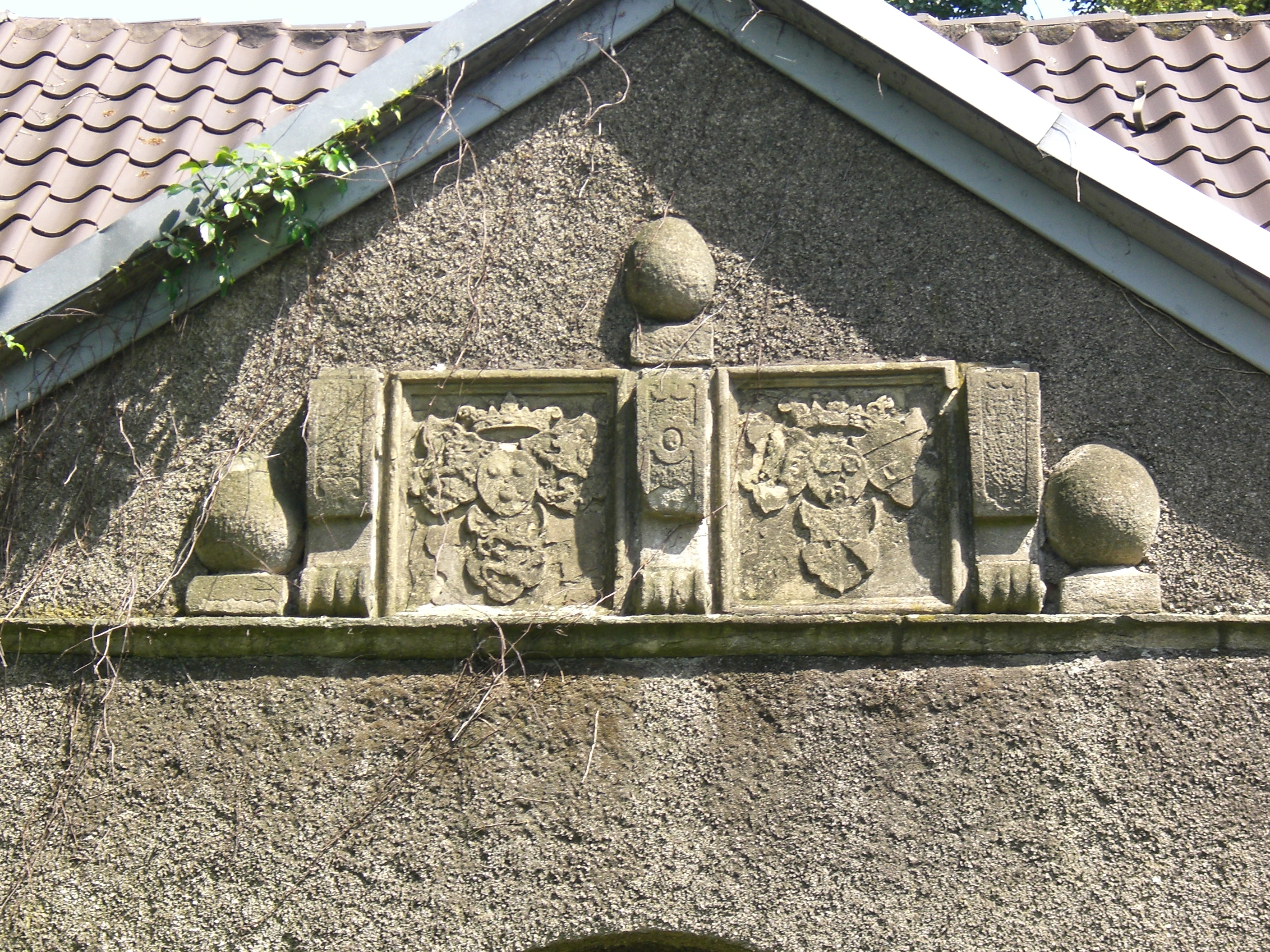
Wappensteine am Torbau
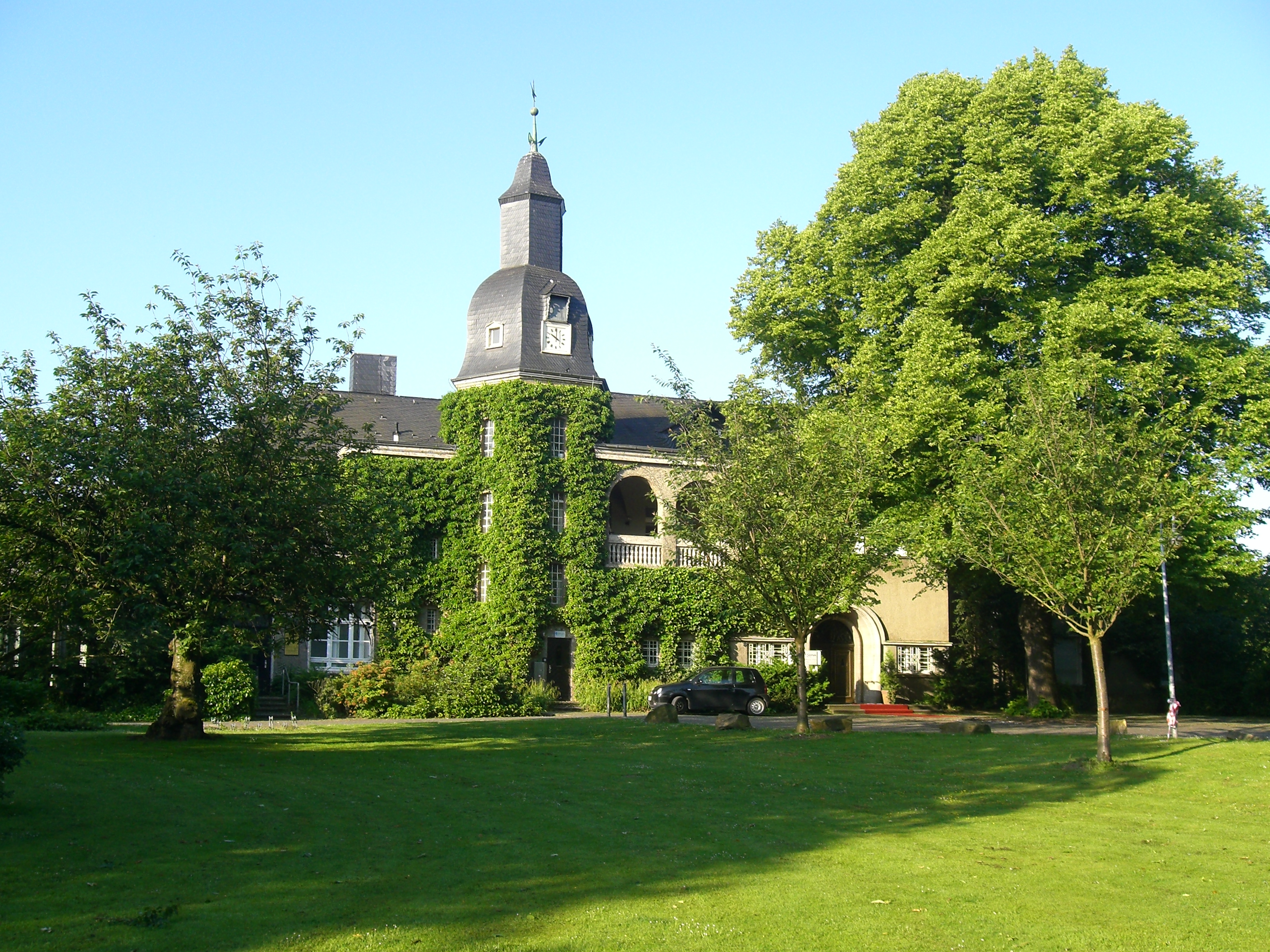
Nordseite mit dem Treppenturm
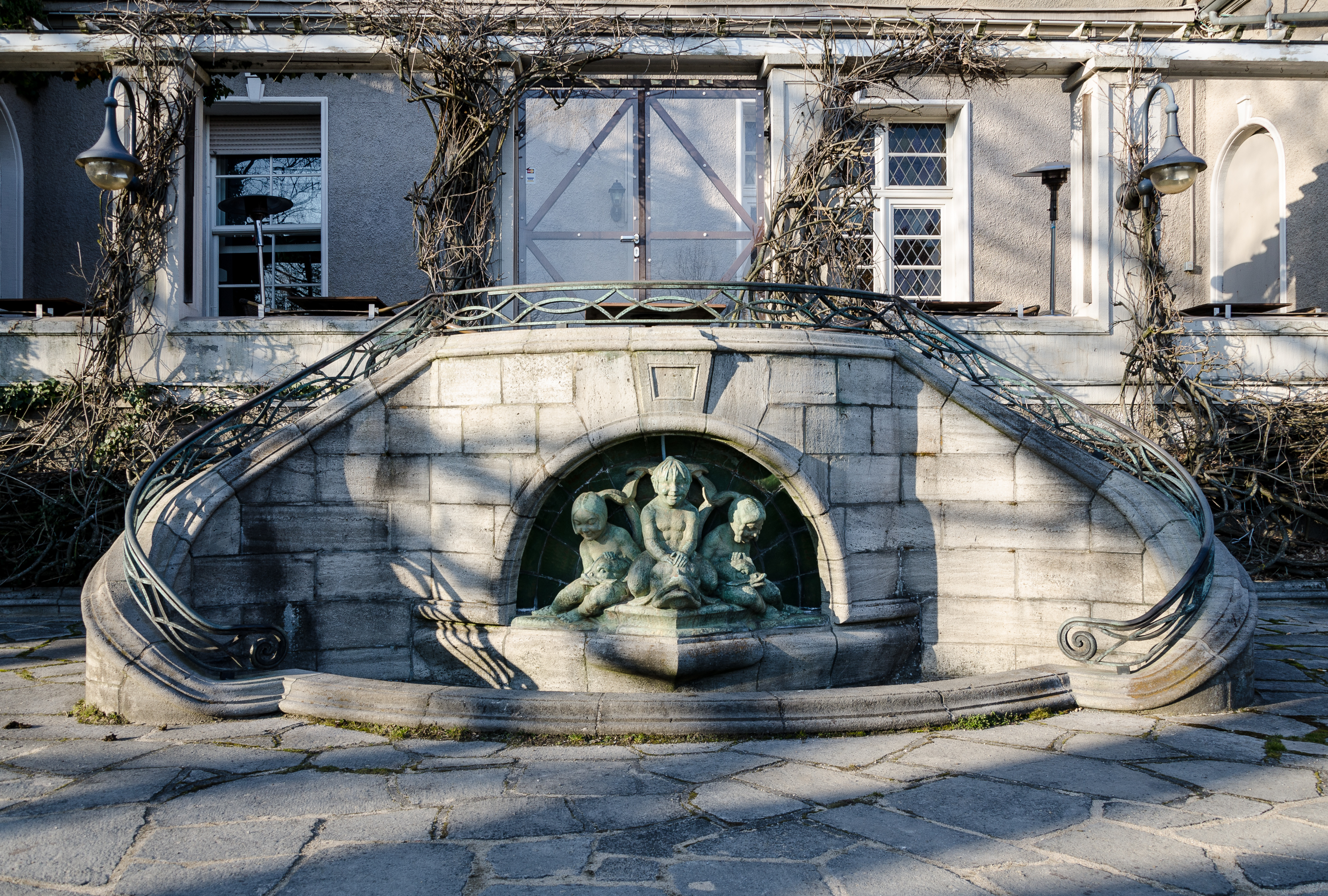
Neobarocke Freitreppe an der Südseite

## Geschichte und heutige Nutzung
Anstelle eines alten Hofguts auf einem Sandwall der Ruhr, das sich seit dem frühen 13. Jahrhundert in der Hand der Grafen von Altena befand, ließ Graf Dietrich von Altena-Isenberg, ein Sohn Friedrichs von Isenberg, gemeinsam mit seinem Sohn Eberhard I. 1289 ein erstes Burghaus errichten. Die gräfliche Familie hatte 1288 in der Schlacht von Worringen zu den Verlierern gehört und hatte deshalb von ihrem Stammsitz, der Limburg an der Lenne, vor anrückenden Truppen der Gewinner nach Styrum fliehen müssen. Dietrichs jüngerer Sohn Johann erhielt Styrum bei einer Erbteilung nach 1301 und begründete den Familienzweig Limburg-Styrum, zu dessen Stammsitz sich die kleine Anlage in den folgenden Jahren entwickelte. Die während dieser Zeit vermutlich vorgenommenen Baumaßnahmen reichten gerade so weit, dass Styrum als Wohnsitz nutzbar war, dennoch werden die Gebäude noch 1350 nur als Oberhof bezeichnet, was auf fehlende Repräsentationsarchitektur schließen lässt. Erst im 14./15. Jahrhundert errichtete die Familie ein erstes repräsentatives Herrenhaus. Als Graf Wilhelm I. von Limburg-Styrum 1442 von Kaiser Friedrich III. mit der Herrschaft belehnt wurde, erhielt der Besitz zugleich den Status eines Reichslehens zugesprochen, den er bis zum Beginn des 19. Jahrhunderts beibehielt.
Nach seiner Heirat mit Irmgard von Wisch, die unter anderem die Herrschaften Borculo, Bronckhorst und Wildenborch mit in die Ehe brachte, verlegte Georg von Limburg-Styrum den Hauptsitz der Familie in die neuen Besitzungen in Gelderland. Schloss Styrum wurde fortan nur noch von Amtmännern verwaltet. Als sich aber die Grafen von Limburg 1644 in drei Familienlinien spalteten, erwählte eine davon Styrum wieder zu ihrem Wohnsitz. Das Schloss wurde zunächst Wittum der Gräfin Anna Magdalena, Ehefrau des verstorbenen Grafen Hermann Otto I. von Limburg-Styrum. In den folgenden Jahrhunderten ließen die Besitzer die Anlage mehrmals umbauen und erweitern; zuletzt 1658, als sie von Graf Moritz von Limburg-Styrum umgestaltet wurde. Das Herrenhaus wurde dabei grundlegend renoviert und mit dem heutigen Treppenturm ausgestattet. Östlich und westlich wurde ihm zudem jeweils ein Querbau angefügt. Auch das Torhaus stammt aus jenem Jahr, in dem auch Bauarbeiten an der Schlosskapelle vorgenommen wurden. Es ist nicht sicher, ob es sich dabei um die Errichtung des Gebäudes oder nur um einen Umbau handelte.
Während der Regierungszeit Christian Ottos von Limburg-Styrum brannte in der ersten Hälfte des 18. Jahrhunderts ein Teil des Schlosses ab, was Wiederherstellungsmaßnahmen im Stil des Barocks nach sich zog. Ebenfalls in dieser Zeit ließ der Schlossherr einen Barockgarten anlegen.

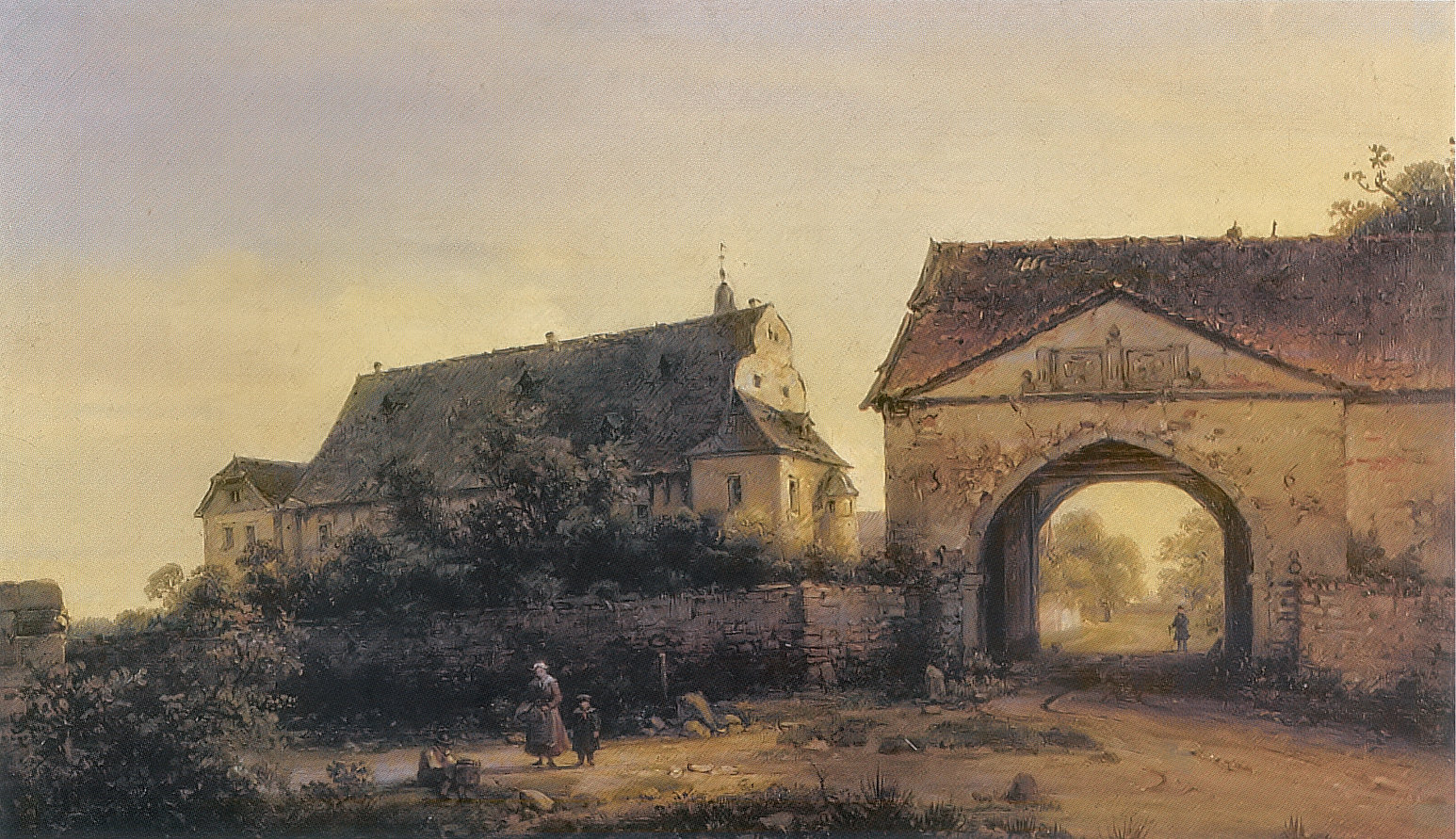
Schloss Styrum von Süden vor 1837, Gemälde von Domenico Quaglio

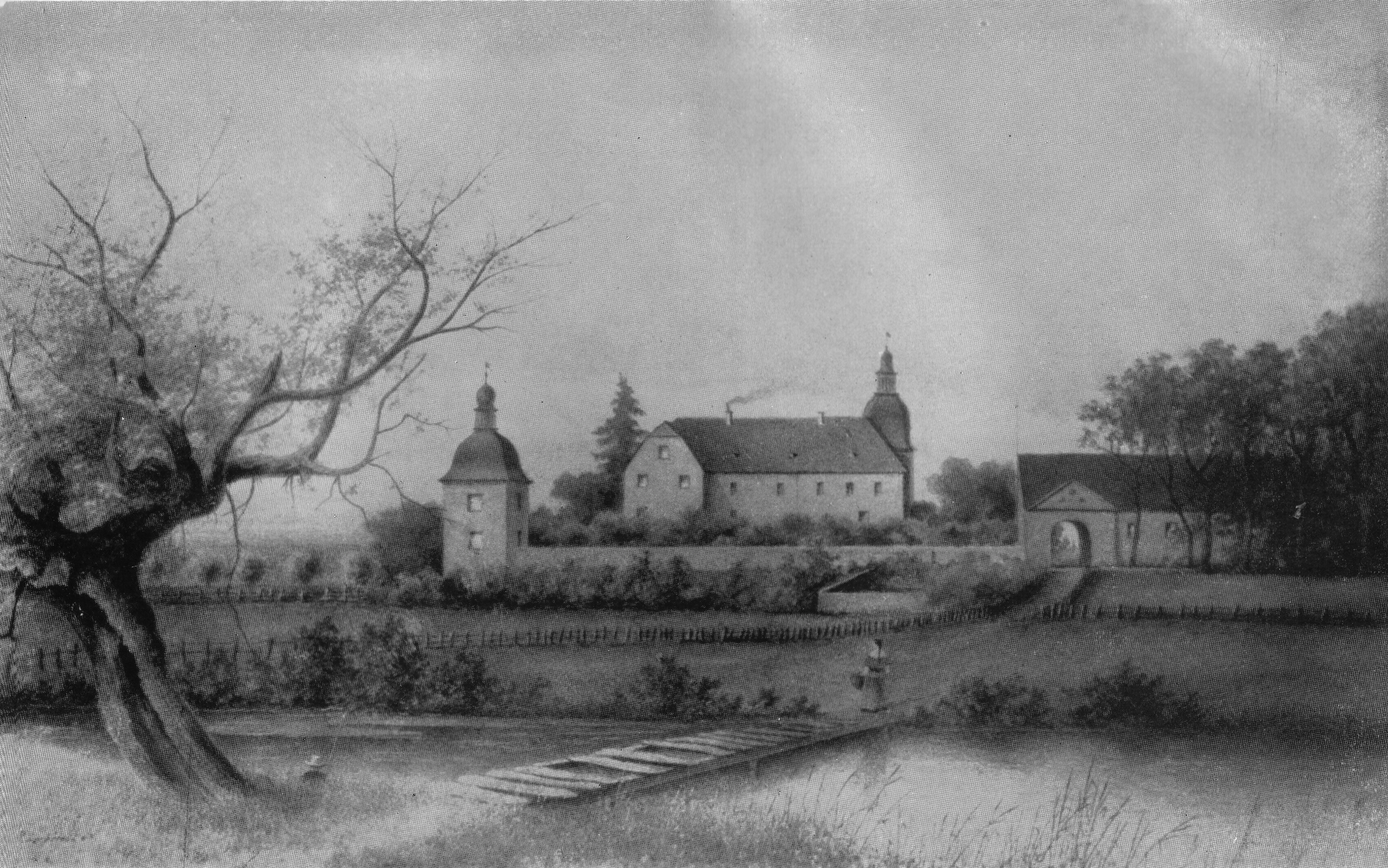
Schloss Styrum um 1850

Durch die Gründung des Großherzogtums Berg im März 1806 wurde die Herrschaft Styrum aufgelöst. Das Schloss blieb dabei im Familienbesitz. Es kam 1809 per Erbschaft vom letzten männlichen Vertreter der Familie, Graf Ernst Maria von Limburg-Styrum, an Maria Margaretha von Humbracht (* 1755; † 1827), die Schwester seiner verstorbenen Frau. Über den letzten Styrumer Rentmeister Marcks, der das Schloss 1836 von Maria Margaretha erwarb, kam es 1861 durch Kauf an den Gutsbesitzer Johann Schönnenbeck. Der nutzte das Anwesen zu landwirtschaftlichen Zwecken und ließ dazu tiefgreifende Veränderungen im Inneren und am Äußeren des Herrenhauses vornehmen. Wie das Gebäude bis zu jenem Zeitpunkt ausgesehen hat, ist durch Pläne und Abbildungen gut dokumentiert. Es besaß ein hohes Dach mit zwei übereinanderliegenden Reihen von Dachgauben. Sein östlicher Giebel war geschweift. An den Kurzseiten schlossen sich Querbauten an, die höher als der Mittelbau waren und ein Krüppelwalmdach sowie ein Walmdach besaßen. Das Obergeschoss des Hauses wurde wohl komplett von einem Rittersaal eingenommen, an dessen Wänden zahlreiche Porträts der Limburger Grafen hingen. Das Erdgeschoss des Gebäudes war hingegen in drei Räume aufgeteilt.
Im Jahr 1890 erwarb der Ruhrindustrielle August Thyssen den derweil heruntergekommenen Besitz, um ihn als Wohnsitz für die Generaldirektoren seiner Firma zu nutzen. Dazu ließ er die Gebäude gemäß dem Geschmack der Zeit wieder instand setzen sowie das Herrenhaus erweitern und gab ihm damit das heutige Aussehen. Thyssen verlegten den Hauptzugang zum Schloss in den Norden des Grundstücks und ließ deshalb die Nordfassade repräsentativ umgestalten. Der östliche Querbau wurde niedergelegt und durch ein Bauteil mit Dachterrasse ersetzt. Der mittlere Teil des Schlossgebäudes erhielt ein wesentlich flacheres Dach, dessen Höhe sich an dem des westlichen Querbaus orientierte und dem Gebäude gemeinsam mit neuen Fenstern ein einheitlicheres Aussehen verlieh. Die Kapelle wurde zu einer Wagenremise umfunktioniert und später als Garage genutzt. Die vorhandenen Wirtschaftsgebäude wurden weitgehend abgerissen und machten Platz für die Anlage eines Parks im englischen Landschaftsstil. Letzter Bewohner des Thyssen-Konzerns war bis 1958 Generaldirektor Wilhelm Roelen.
1959 kam das Schloss als Stiftung an die Stadt Mülheim, mit der Auflage dort eine Altentagesstätte zu errichten und zu betreiben.
Anlässlich der Landesgartenschau „MüGa“ im Jahr 1992 wurden Schloss und Park von Grund auf renoviert. Im Rahmen dieser Arbeiten wurde das Gewächshaus, in dem ein Aquarienverein seine Heimat hatte, abgerissen. Die Vereinsmitglieder zogen mit ihren Aquarien in das Kellergewölbe des Herrenhauses. Auch die Schlosskapelle erfuhr eine Renovierung, um anschließend durch das Aquarius-Wassermuseum genutzt zu werden.
2010 wurden in der ersten Etage sechs öffentlich geförderte Künstlerateliers eingerichtet und vermietet. Eine große Künstlerwohnung ist im Dachgeschoss eingerichtet. Seit 2021 wird das Erdgeschoss als Event-Location von einer städtischen Gesellschaft zeitweise vermietet.